# Hřbitov Madeleine
Hřbitov Madeleine (francouzsky Cimetière de la Madeleine) je bývalý pařížský hřbitov, kde byly uloženy osoby gilotinované během Francouzské revoluce na Place de la Concorde. Dnes se na tomto místě nachází Square Louis-XVI v 8. obvodu.

## Historie
V roce 1802 koupil hřbitov Pierre-Louis Olivier Desclozeaux, majitel sousedícího pozemku a nechal na místě pohřbených osázet cypřiše a vrby. Během Restaurace nechal Ludvík XVIII. na místě hřbitova vybudovat Chapelle expiatoire (Kaple smíření).

## Významné pohřbené osobnosti
- Ludvík XVI. (1793). Jeho ostatky byly převezeny do baziliky Saint-Denis 21. ledna 1815
- Marie Antoinetta (1793). Její ostatky byly převezeny do baziliky Saint-Denis 21. ledna 1815
- Charlotta Cordayová (1793), atentátnice Jeana-Paula-Marata
- 22 girondistů gilotinovaných 31. října 1793:
  - Charles-Louis Antiboul
  - Jacques Boilleau
  - Jean-Baptiste Boyer-Fonfrède
  - Jacques Pierre Brissot
  - Jean-Louis Carra
  - Gaspard-Séverin Duchastel
  - Jean-François Ducos
  - Charles Éléonor Dufriche-Valazé
  - Jean Duprat
  - Claude Fauchet
  - Jean-François Martin Gardien
  - Armand Gensonné
  - Jacques Lacaze
  - Marc David Lasource
  - Claude Romain Lauze de Perret
  - Pierre Lehardy
  - Benoît Lesterpt-Beauvais
  - Jacques Pierre Agricol Mainvielle
  - Charles-Alexis Brûlart, markýz de Sillery
  - Pierre Vergniaud
  - Louis-François-Sébastien Viger
- Manon Rolandová (8. listopadu 1793), významná postava Francouzské revoluce
- Madame du Barry (8. prosince 1793), milenka Ludvíka XV.
- Olympe de Gouges (3. listopadu 1793), spisovatelka
- Antoine-Nicolas Collier (26. listopadu 1793), generál
- členové švýcarské gardy, kteří padli během útoku na Tuilerijský palác dne 10. srpna 1792